# Route départementale 43 (Yvelines)
 (août 2022).
Si vous disposez d'ouvrages ou d'articles de référence ou si vous connaissez des sites web de qualité traitant du thème abordé ici, merci de compléter l'article en donnant les références utiles à sa vérifiabilité et en les liant à la section « Notes et références ».
Pour les articles homonymes, voir Route départementale 43.
La route départementale 43 ou D43, est un axe nord-sud secondaire du nord-est du département des Yvelines. Elle relie Ecquevilly aux Mureaux.

## Itinéraire
Dans le sens ouest-est, les communes traversées sont :
- Ecquevilly ;
- Chapet ;
- Les Mureaux.